# The Perfect Gentleman
The Perfect Gentleman é um filme de comédia norte-americano de 1935, dirigido por Tim Whelan e estrelado por Frank Morgan, Cicely Courtneidge e Heather Angel. Foi baseado em uma peça de Edward Childs Carpenter.

## Elenco

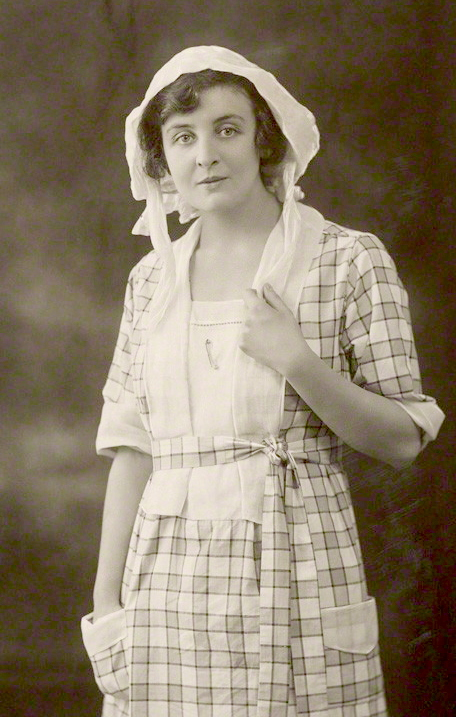
Doris Lloyd

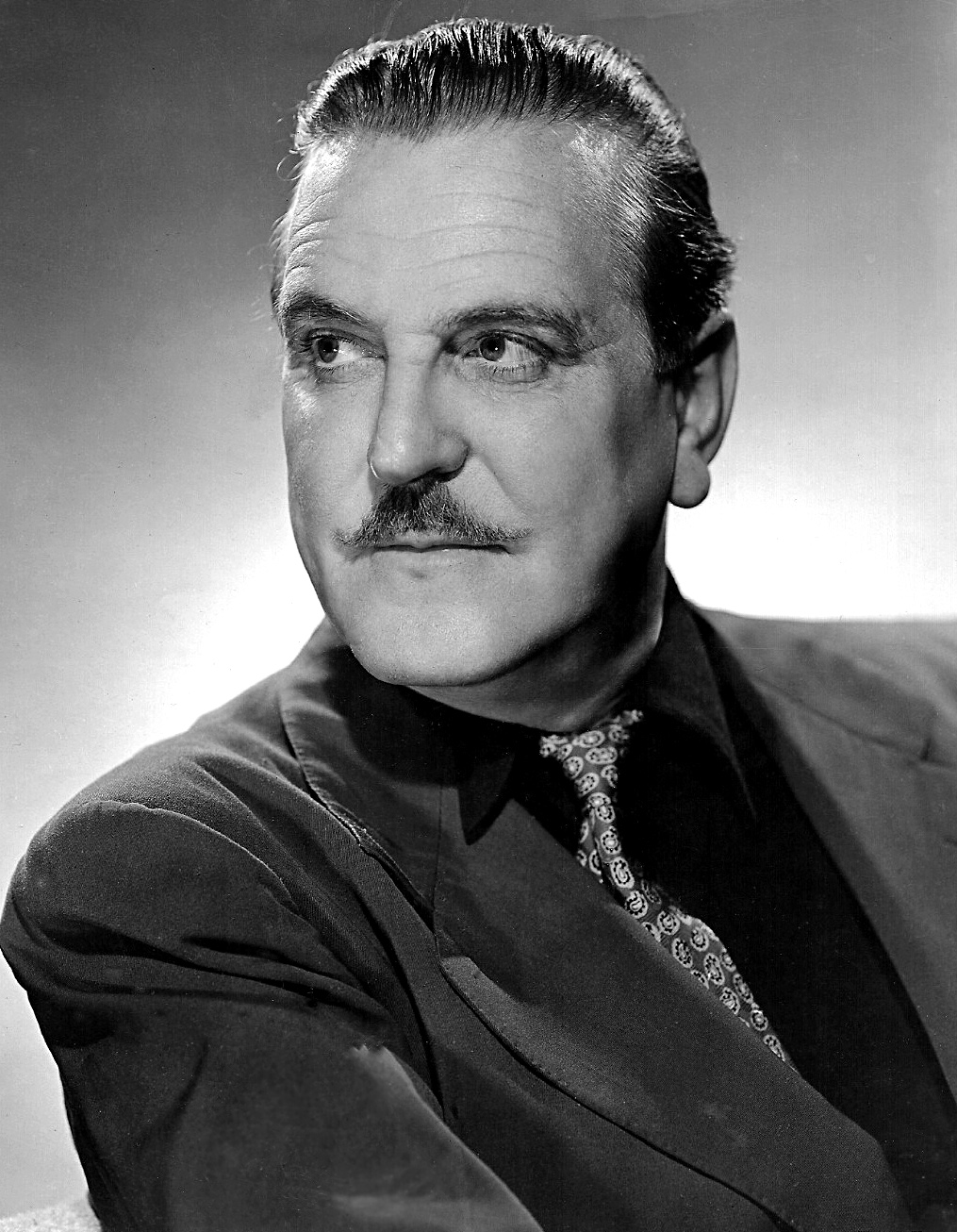
Frank Morgan

- Frank Morgan - Major Horatio Chatteris
- Cicely Courtneidge - April Maye
- Heather Angel - Evelyn Alden
- Herbert Mundin - Frederick Hitch
- Una O'Connor - Harriet Chatteris
- Richard Waring - John Chatteris
- Henry Stephenson - Bispo
- Forrester Harvey - Wally Baxton
- Mary Forbes - Lady Clyffe-Pembrook
- Doris Lloyd - Kate
- Edward Cooper - Alf
- Brenda Forbes - Penelope, a empregada
- David Clyde - Morse
- Charles Coleman - Porteiro do teatro
- Ann Douglas - Martha, garçonete